# Karl Fritsch (Goldschmied)

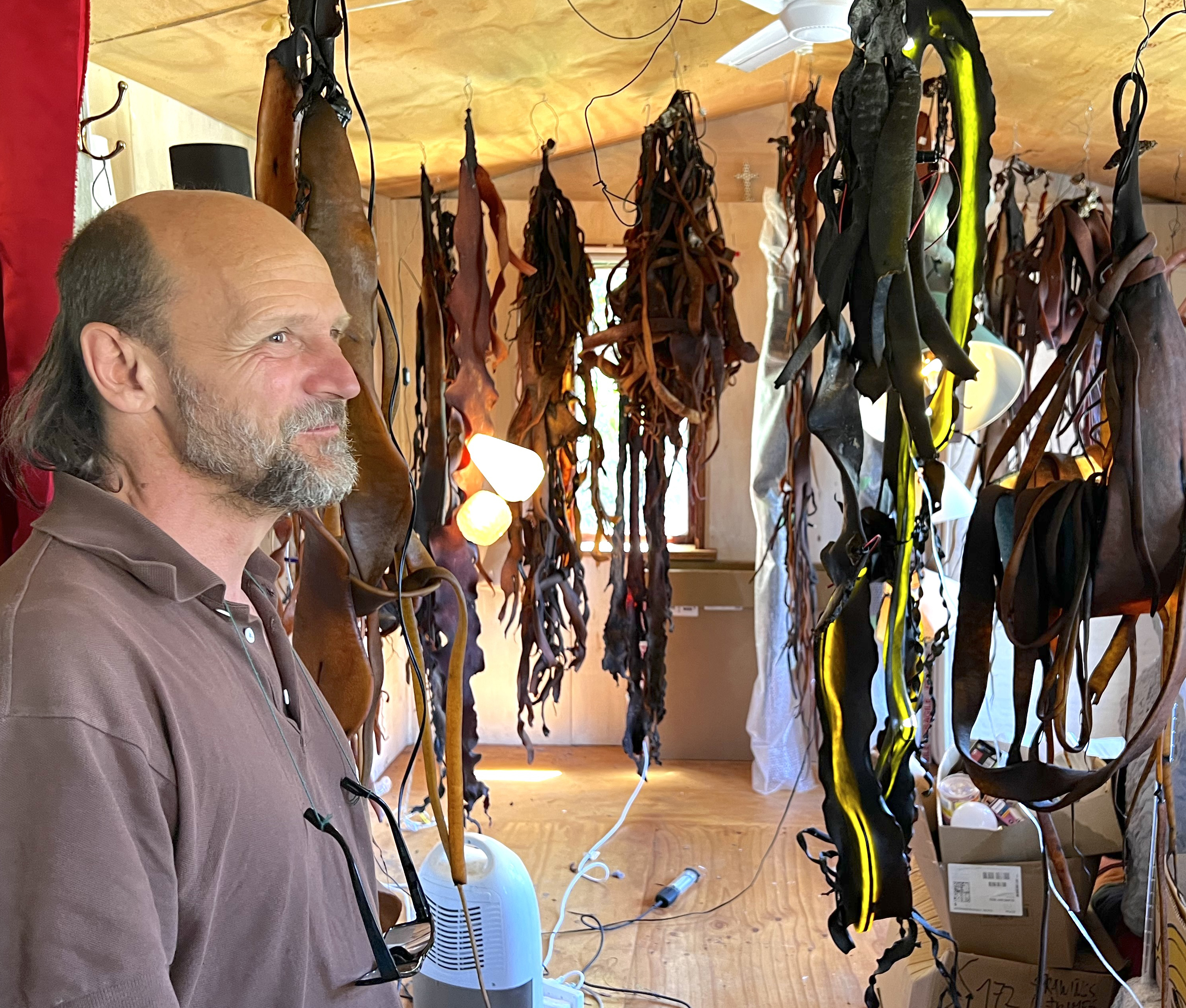
Karl Fritsch, 2021

Karl Fritsch (* 1963 in Sonthofen) ist ein deutscher Goldschmied, der seit 2009 in Wellington, Neuseeland lebt.

## Ausbildung
Fritsch wurde 1963 in Sonthofen, Landkreises Oberallgäu, geboren. Ursprünglich wollte er Holzschnitzerei studieren, verpasste aber die Bewerbungsfrist, woraufhin seine Mutter ihn ermutigte, sich an einer Goldschmiedeschule zu bewerben. Von 1982 bis 1985 absolvierte er eine Ausbildung zum Goldschmied an der Goldschmiedeschule Pforzheim und arbeitete von 1985 bis 1987 bei dem Juwelierfirma C Neusser, ebendort, bevor er von 1987 bis 1994 die Akademie der Bildenden Künste München besuchte und dort bei Hermann Jünger und Otto Künzli studierte.

## Karriere und Arbeit
1994 gründete Fritsch ein Atelier in München. 2006 erhielt er den Françoise van den Bosch Preis der gleichnamigen Stiftung in den Niederlanden, der alle zwei Jahre an „einen internationalen Schmuck- und Objektkünstler verliehen wird, der für sein Werk, seinen Einfluss und seinen Beitrag zum zeitgenössischen Schmuck anerkannt ist“. Im Jahr 2009 zog Fritsch mit seiner Partnerin, der neuseeländischen Schmuckkünstlerin Lisa Walker und den gemeinsamen Kindern nach Neuseeland.
Fritsch ist in erster Linie bekannt für seine Ringe, obwohl er auch andere Schmuckstücke und Objekte herstellt. Seine Arbeiten zeichnen sich durch roh belassene Gußoberflächen, expressive Gestaltung, sichtbare Fingerabdrücke und die Vermischung von edlen und unedlen Materialien wie Edelsteinen, Kunststoff und Glas aus. Er verwendet Wachsausschmelzverfahren, Abformung und Umformung von gefundenen Materialien, um seinen Schmuck herzustellen.
In einem Interview 2015 sagte Fritsch:
Ein Schlüsselmoment war während meines Studiums an der Münchner Akademie um 1991/92, als ich anfing, den alten Schmuck, den ich als Material gekauft hatte, nicht einzuschmelzen, sondern zu reparieren. Es war eine Offenbarung, diese bereits existierenden, oft konventionellen Schmuckstücke verwenden zu können. Ich hatte in Pforzheim gelernt, konventionellen Schmuck herzustellen, und in Sonthofen, wo ich aufgewachsen bin, gab es nur konventionellen Schmuck. Von diesem Moment an verstand ich, wie ich auf all die konventionellen Schmuckfertigkeiten, die ich gelernt hatte, zugreifen und sie auf meine eigene Art und Weise verwenden konnte, ich begann, mir das, was mir beigebracht worden war, wirklich zu eigen zu machen.  Ich konnte plötzlich einen Stein setzen, sägen, feilen, hämmern, gießen, löten, so wie ich wollte und nicht nur so, wie es mir beigebracht worden war.
Fritsch ist bekannt für einen spielerischen und unkonventionellen Ansatz bei der Präsentation seiner Arbeiten. Der Kritiker Mark Amery schrieb über eine Ausstellung im Jahr 2012:
Wie der Ausstellungstitel „Scenes from the Munich Diamond Disaster“ andeutet, ist die ursprüngliche Präsentation der Edelsteine auf den Kopf gestellt, als wäre ein Künstlernarr nach Feierabend am Werk gewesen. Es gibt eine prekäre Fülle unterschiedlicher Materialien in explosiven Anhäufungen, die wie Pilze aus knallbunten Kneteklumpen sprießen. Das mag hässlich klingen, aber es ist sowohl schön als auch originell in der Art und Weise, wie es neue Ideen aus der Verfechtung und Infragestellung des Alten aufbaut.
Wie der Kritiker Warren Feeney 2016 feststellte, war Fritschs Einfluss zusammen mit dem seiner Partnerin, der Schmuckgestalterin Lisa Walker, und dem Keramiker Paul Maseyk wichtig für die Positionierung von zeitgenössischem Schmuck und Keramik, die „zunehmend einen Einfluss auf die zeitgenössische Kunstwelt ausüben, der in Neuseeland seit mehr als einem Jahrhundert ohne Beispiel ist.“
Fritsch hat an Kunsthochschulen in der ganzen Welt unterrichtet. Er arbeitet auch mit anderen Künstlern zusammen, darunter Feierabend (2009, Kate MacGarry, London) und Gesamtkunsthandwerk (2011, Govett-Brewster Art Gallery) mit dem Künstler Francis Upritchard und dem Möbeldesigner Martino Gamper, sowie mehrere Projekte mit dem Fotografen Gavin Hipkins.
Fritschs Werke befinden sich in zahlreichen internationalen Museumssammlungen, darunter das Stedelijk Museum Amsterdam, die Die Neue Sammlung München, das Metropolitan Museum in New York, das Museum of Arts and Design New York und das Museum of New Zealand Te Papa Tongarewa.

## Ausstellungen
Zu den jüngsten Gruppenausstellungen von Karl Fritsch gehören:
- GlassWear at the Museum of Arts and Design, New York City
- The Turnov Collection, National Archaeology Museum of Lisbon
- Yellow Metals, Stedelijk Museum, Amsterdam
- Collect at the Victoria & Albert Museum, London.[8][22]

Zu den jüngsten Einzelausstellungen gehören:
- Karl Fritsch: persuasive proposals, Middlesbrough Institute of Modern Art
- 2010–2011 Karl Fritsch: Scenes from the Munich Diamond Disaster at City Gallery Wellington[23]
- 2011 Karl Fritsch: Rings Without End at Objectspace
- 2013 Karl Fritsch – Jewellery at the Manchester Art Gallery[24]
- 2013 What I Do For You at Galerie Biró in Munich[25]
- 2014 Craft at Gallery Funaki in Melbourne[8][12][3]
- 2015 Love and Technique at Hamish McKay Gallery in Wellington[26]
- 2015 Love and Technique with Lisa Walker at Rosemarie Jäger Gallery, Hochheim[27]
- 2015 A Retrospective at Salon 94, New York City[28]
- 2016 Der Tiefenglanz with Gavin Hipkins at The National, Christchurch[29]
- 2016 Hi Cranky at The National, Christchurch[30]

## Kuratorische Projekte
Im Jahr 2010 wurde Fritsch als Gastkurator für eine neue Installation von internationalem Schmuck für die Danner-Rotunde in der Der Neuen Sammlung München eingeladen. Vorherige Kuratoren für diesen Raum waren Otto Künzli und Hermann Jünger.
2012 kuratierte Fritsch die Ausstellung Candelerium in der Hamish McKay Gallery in Wellington, die bildende und angewandte Künstler zusammenbrachte.
2014 war Fritsch Co-Kurator von Wunderrūma: New Zealand Jewellery mit Warwick Freeman, eine Wanderausstellung neuseeländischen Schmucks, die in der Galerie Handwerk in München im Rahmen des Schmuck Festivals, im The Dowse Art Museum in Lower Hutt und in der Auckland Art Gallery gezeigt wurde.
2015 nahm Fritsch als Kurator im Rahmen der neuseeländischen Delegation von Künstlern und Kuratoren, die von Creative New Zealand unterstützt wurde, an den jährlich in München stattfindenden internationalen Schmuckveranstaltungen Talente und Schmuck teil.

## Weitere Informationen
- Damian Skinner and Kevin Murray: Place and adornment: a history of contemporary jewellery in Australia and New Zealand. Honolulu: University of Hawaiʻi Press, 2014, ISBN 978-1-4547-0277-1.
- Interview with Karl Fritsch and Warwick Freeman, Saturday Mornings with Kim Hill, Radio New Zealand National, Juni 2014
- Interview with Warwick Freeman and Karl Fritsch on the exhibition Wunderruma, Auckland Art Gallery Toi o Tamaki, 2015
- Toni Greenbaum Grabbed by the fingers, ArtJewelryForum, Dezember 2015